# Heidi Rakels
Heidi Rakels, née le 22 juin 1968 à Louvain, est une ingénieure civile en informatique. Elle est une judokate belge qui évolue dans la catégorie des poids mi-lourds. 
Après 2004 elle travaille comme ingénieure logiciel et fonde une société de logiciels de sécurité, Guardsquare. En 2020, elle figure dans les Inspiring Fifty Belgium.

## Biographie
Heidi Rakels emporte la médaille de bronze en moins de 66 kg lors des Jeux olympiques de Barcelone en 1992. Elle participe une deuxième fois aux Jeux olympiques, en moins de 78 kg, lors de l'édition de 2000 à Sydney où elle termine cinquième, battue par la Chinoise Tang Lin puis par la Roumaine Simona Richter lors des repêchages.
Elle compte également trois médailles européennes à son palmarès, l'argent en 1992 en moins de 66 kg, le bronze 1999 en moins de 78 kg et l'argent en 2001 dans cette même catégorie.
Heidi Rakels cesse de pratiquer le sport de haut niveau en 2004. Elle travaille alors comme ingénieure logiciel indépendante. En 2014, avec son mari Eric Lafortune, elle fonde la société Guardsquare, qui développe et vend avec succès des logiciels de sécurité pour les applications mobiles. Elle quitte Guardsquare fin 2019. Pour sa réussit dans cette société, elle est sélectionnée parmi les Inspiring Fifty de Belgique en 2020.
Depuis septembre 2020, elle est membre du Top Sports Committee de Judo Vlaanderen. Elle détient également des mandats au sein de diverses entreprises et est coach indépendante pour des start-ups et des scale-ups. En septembre 2021, elle est candidate à la présidence du Comité olympique et interfédéral belge (BOIC), mais perd l'élection présidentielle au profit de Jean-Michel Saive,.

## Palmarès

### Jeux olympiques
Heidi Rakels a été médaillée de bronze aux Jeux olympiques de Barcelone en 1992.

### Championnat d'Europe
Individuel : (-66 kg)
- Médaille d'argent aux 1992.

Individuel : (-78 kg)
- Médaille de bronze aux 1999.
- Médaille d'argent aux 2001.

### Tournois
Elle a gagné sept grands tournois internationaux.

### Championnat de Belgique
Elle a été onze fois championne de Belgique sénior :
| Chpt de Belgique  | Chpt de Belgique  | 1986 | 1987 | 1988 | 1989 | 1990 | 1991 | 1992 | 1993 | 1994 | 1995 | 1996 | 1997 | 1998 | 1999 | 2000 | 2001 | 2002 | 2003 |
| ----------------- | ----------------- | ---- | ---- | ---- | ---- | ---- | ---- | ---- | ---- | ---- | ---- | ---- | ---- | ---- | ---- | ---- | ---- | ---- | ---- |
| poids moyens      | -66 kg            |      |      |      |      |      |      | 1er  |      |      |      |      |      |      |      |      |      |      |      |
| mi-lourds         | -72 kg            | 2e   | 1er  | -    | 1er  | 1er  | 2e   |      | -    | 2e   | 2e   | -    | 1er  |      |      |      |      |      |      |
| mi-lourds         | -78 kg            |      |      |      |      |      |      |      |      |      |      |      |      | 1er  | 1er  | -    | 1er  | 1er  | 1er  |
| toutes catégories | toutes catégories |      |      |      | 3e   | 1er  |      |      |      |      |      |      |      |      |      |      |      |      |      |